# Хомячкова, Анастасия Михайловна
Анастасия Михайловна Хомячкова (род. 16 сентября 1997, Юрьев-Польский, Владимирская область) — российская самбистка, чемпионка и призёр чемпионатов России, Европы и мира, Заслуженный мастер спорта России.

## Карьера
Тренировалась во Владимирской областной спортивной школе олимпийского резерва по самбо имени Евгения Чичваркина. Начала заниматься самбо в пятом классе. К борьбе её приобщил брат. Её наставником является Юрий Аркадьевич Сенюков. Сначала выступала в весовой категории до 68 кг, затем перешла в категорию до 72 кг. В финале чемпионата мира 2019 года победила чемпионку и призёра чемпионатов Европы и мира, представительницу Грузии Нино Одзелашвили.

## Национальные соревнования
- Чемпионат России по самбо 2017 года — ;
- Чемпионат России по самбо 2018 года — ;
- Чемпионат России по самбо 2019 года — ;
- Чемпионат России по самбо 2021 года — ;
- Самбо на Всероссийской спартакиаде 2022 — ;
- Кубок России по самбо 2024 — ;